# Borisovsky (huyện)
Huyện Borisovsky (tiếng Nga: ? райо́н) là một huyện hành chính tự quản (raion), của Tỉnh Belgorod, Nga. Huyện có diện tích 658 km². Trung tâm của huyện đóng ở Borisovka.